# Vladimirovți, Razgrad
Vladimirovți (în bulgară Владимировци) este un sat în comuna Samuil, regiunea Razgrad,  Bulgaria. 

## Demografie
Componența etnică a satului Vladimirovți
     Turci (90,23%)
     Bulgari (4,96%)
     Nicio identificare (4,17%)
     Altele (0,62%)
La recensământul din 2011, populația satului Vladimirovți era de 1.127 locuitori. Din punct de vedere etnic, majoritatea locuitorilor (90,23%) erau turci, cu o minoritate de bulgari (4,96%). Pentru 4,17% din locuitori nu este cunoscută apartenența etnică.